# Піраміда G1-c
29°58′40″ пн. ш. 31°08′11″ сх. д. / 29.9778° пн. ш. 31.1363° сх. д.
G1c (також G1c, G1 c, GIc і піраміда Хенутсен) — одна з чотирьох пірамід-супутниць піраміди Хеопса. Розташована на території східних гробниць зі східної сторони піраміди Хеопса в Некрополі Гізи. Є найпівденнішою з чотирьох пірамід-супутниць. Побудована за часів IV династії для другої дружини Хеопса Хенутсен. Розмір основи піраміди 46,25 м, первісна висота 29,60 м. Як вважає єгиптолог Вернер, піраміда G1c спочатку не була частиною пірамідального комплексу Хеопса, так як її південна сторона була вирівняна не по стороні піраміди Хеопса, а по розташованій поруч мастабі сина Хеопса Хуфухафта. У розташованому поблизу поховальному храмі було знайдено напис, який дозволяє відносити дану піраміду до Хенутсен:
«Живий Гор, Великий Гор, повелитель Верхнього і Нижнього Єгипту, Хуфу, отримав життя. Що знаходиться поруч з каплицею сфінкса, на північному заході будинку Осіріса, пана Рашиду. Він заснував будинок Ісіди, поруч з храмом богині, якій він побудував цю піраміду. Поруч з храмом він побудував піраміду для дочки Хенутсен».

## Галерея

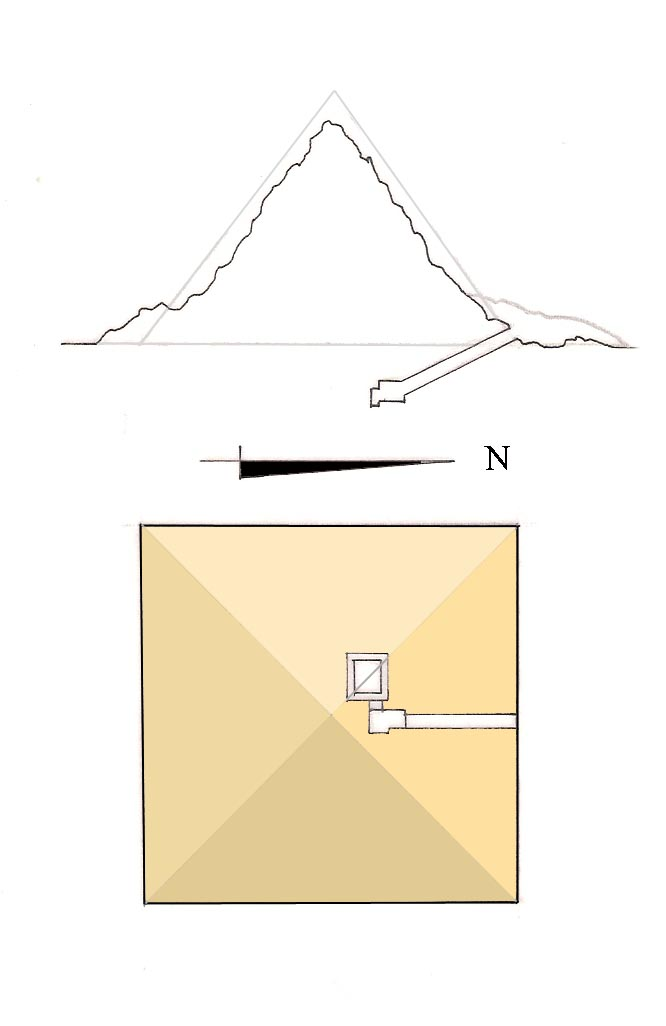
План піраміди
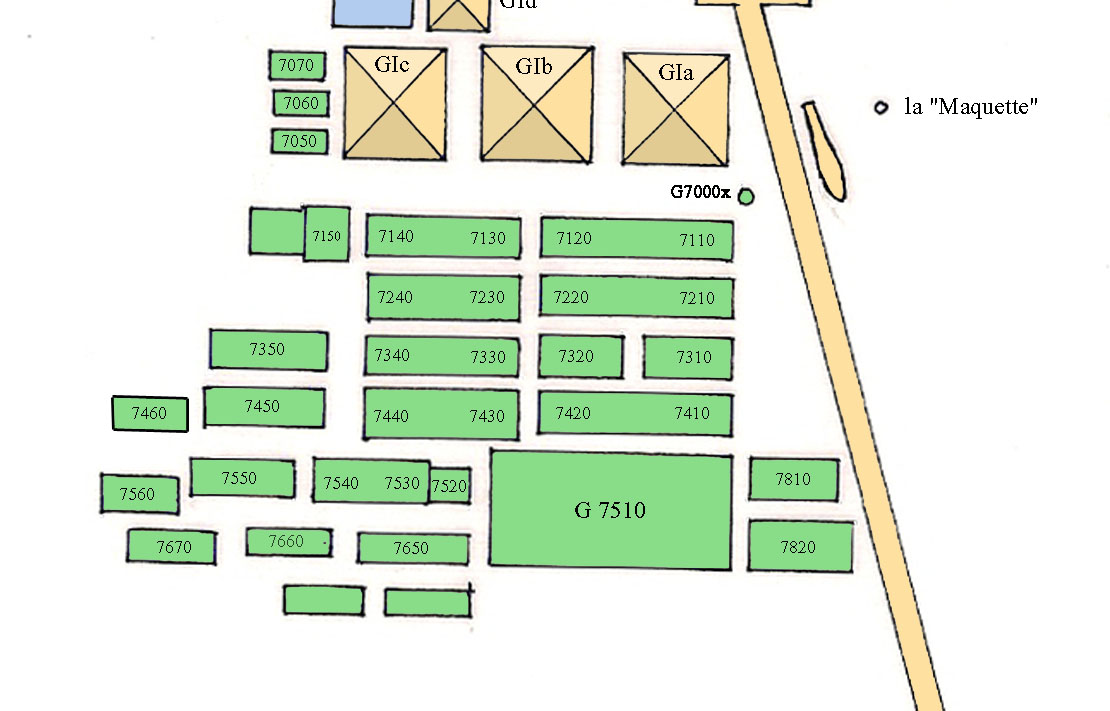
План східних гробниць
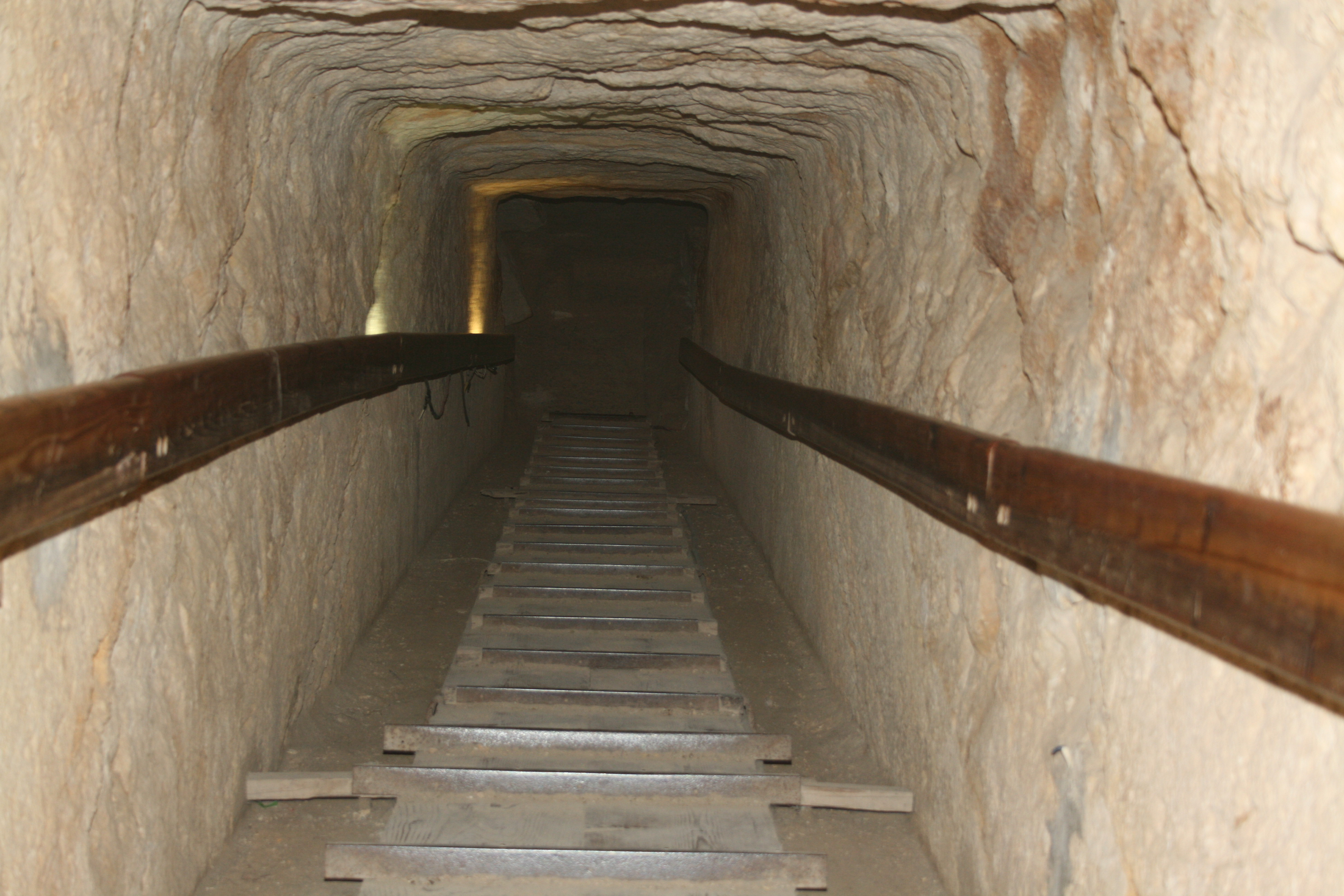
Тунель, що веде в похоронну камеру
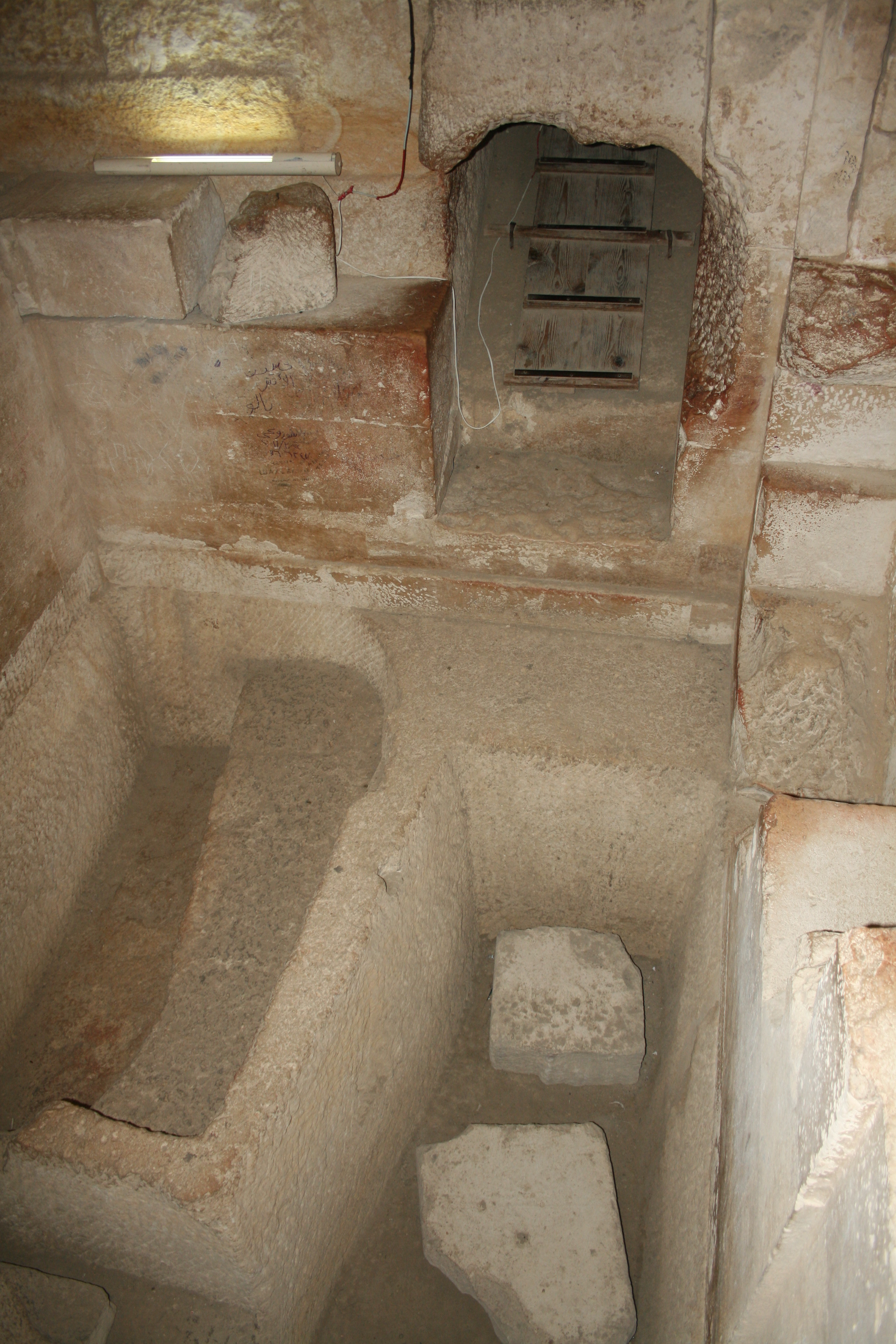
Похоронна камера
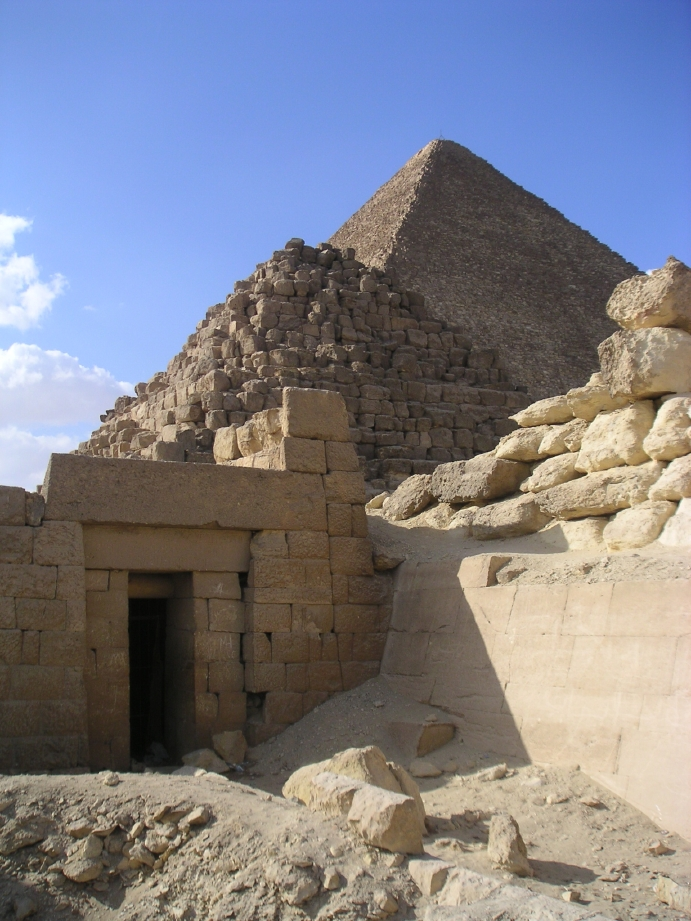
Мастаба Хуфухафта